# Gambettola

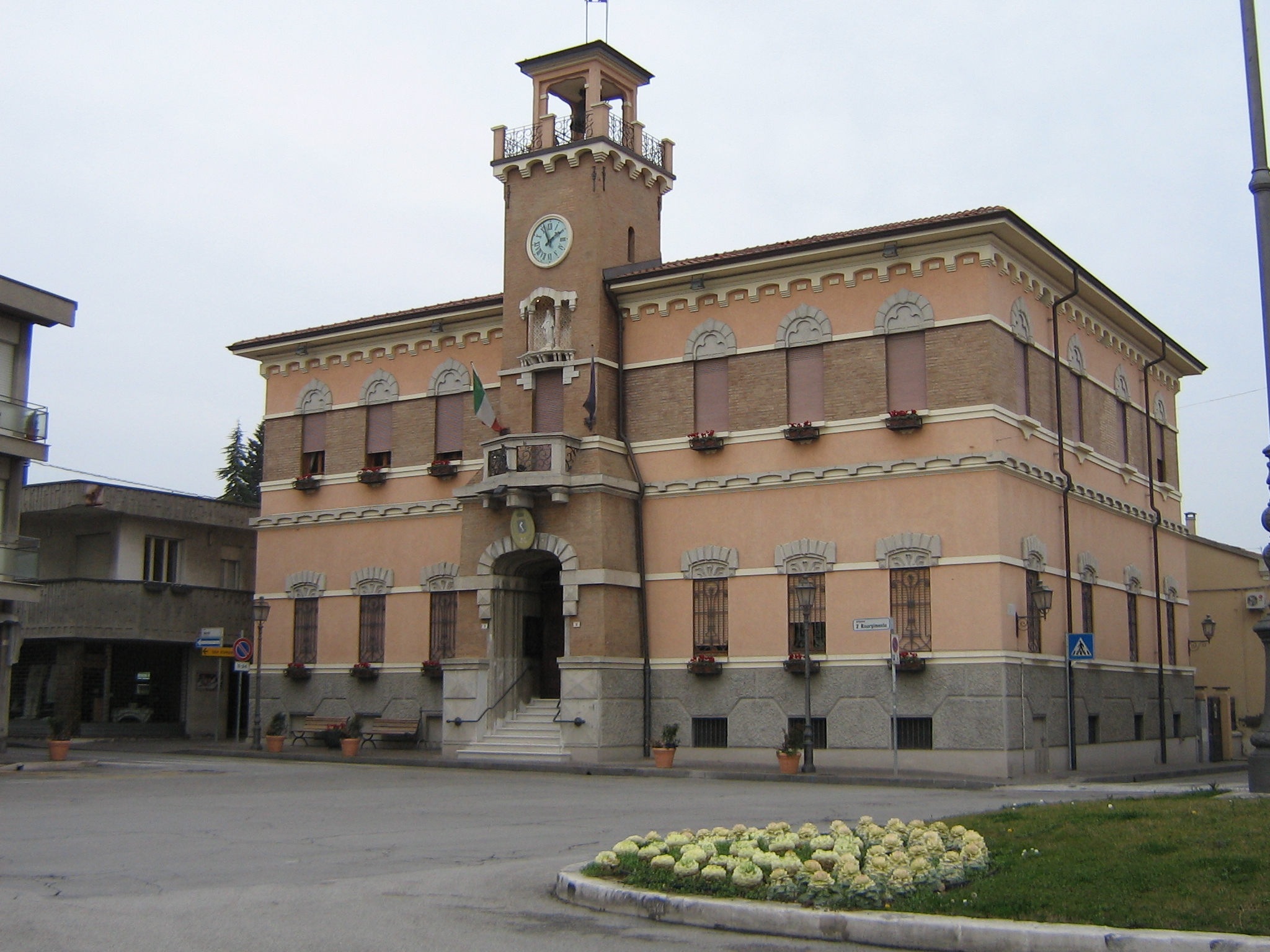
Gemeindeverwaltung von Gambettola

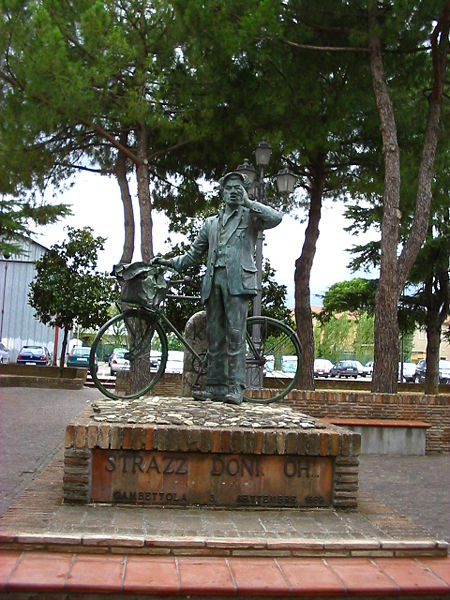
Lumpensammler („Straccivendolo“), Statue im Ortszentrum

Gambettola ist eine italienische Gemeinde (comune) in der Provinz Forlì-Cesena in der Emilia-Romagna. Die Gemeinde liegt etwa 8 Kilometer südöstlich von Cesena und etwa 19 Kilometer nordwestlich von Rimini. Das Adriatische Meer ist in 10 Kilometer Entfernung im Osten des Hauptortes gelegen.

## Verkehr
Gambettola liegt an der alten Via Emilia, der heutigen Staatsstraße 9 von Cesena nach Rimini Richtung Adria.
Parallel dazu verläuft nördlich der Gemeinde die Autostrada A14 von Bologna kommend Richtung Tarent.
Gambettola hat einen Bahnhof an der Bahnstrecke Bologna–Ancona.

## Gemeindepartnerschaft
Gambettola unterhält eine inneritalienische Partnerschaft mit der Gemeinde Montichiari in der Provinz Brescia.